# Agarwalencyrtus dispar
Agarwalencyrtus dispar är en stekelart som beskrevs av Hayat 2003. Agarwalencyrtus dispar ingår i släktet Agarwalencyrtus och familjen sköldlussteklar. Inga underarter finns listade i Catalogue of Life.